# Chelsea Carmichael

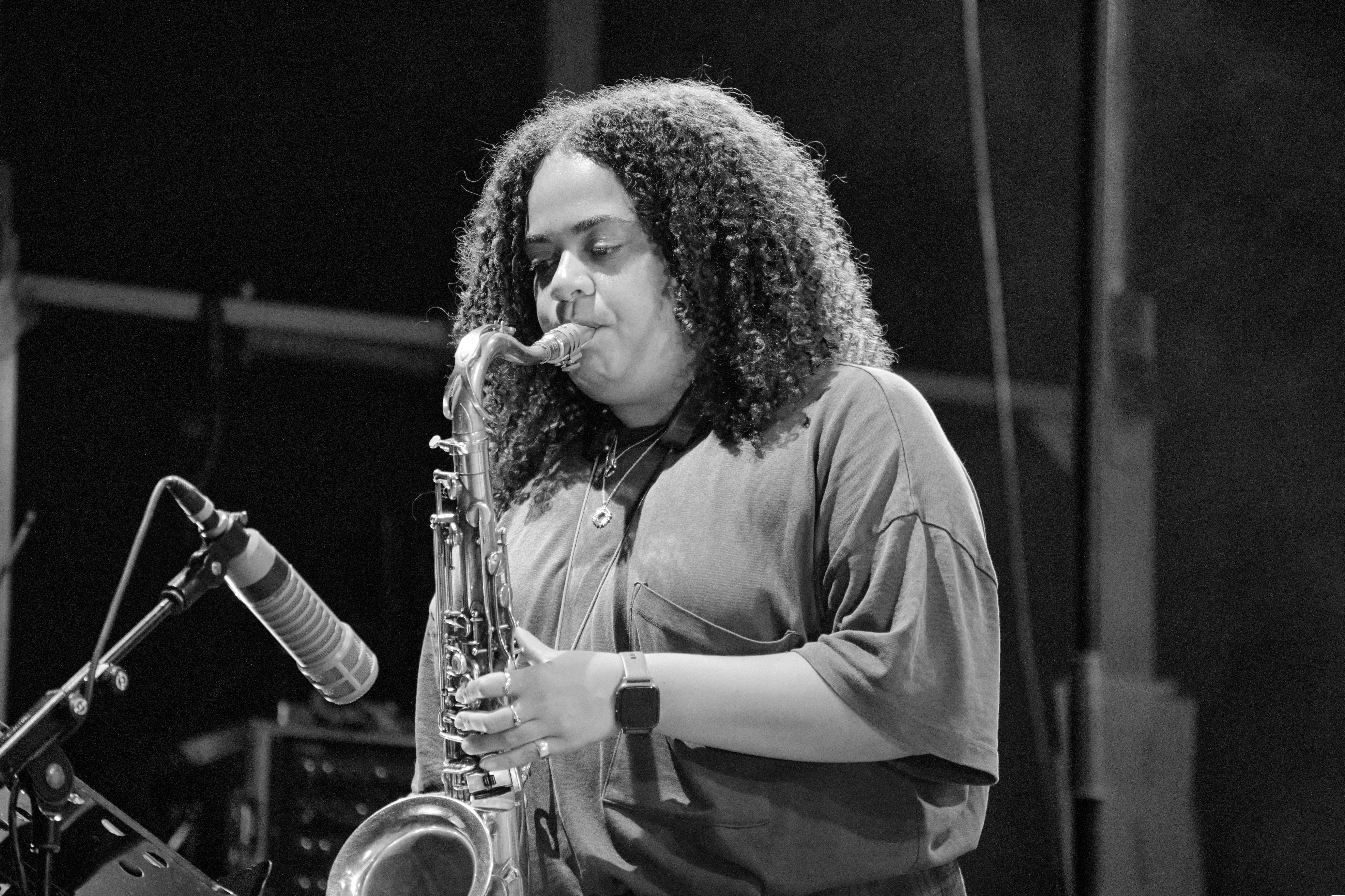
Chelsea Carmichael auf dem INNtöne Jazzfestival 2025

Chelsea Carmichael (* um 1992 in Manchester) ist eine britische Jazzmusikerin (Tenorsaxophon, Komposition).

## Leben und Wirken
Carmichael wollte Geige lernen, erhielt jedoch von ihren Eltern ein Klavier. Im Laufe ihres Musikunterrichts begann sie sich für Jazz zu interessieren und wechselte zum Tenorsaxophon. An der Culcheth High School war sie Mitglied der Swing-Band ihrer Schule. Ab 2012 studierte sie in London am Trinity Laban Conservatoire of Music and Dance, wo sie 2016 ihren Abschluss machte.
Carmichael war mit Theon Cross, Courtney Pine/Terence Blanchard, Joe Armon-Jones und Neue Grafik auf Tournee. Daneben fungierte sie drei Jahre lang als musikalische Leiterin der NYJO Jazz Messengers. 2019 schloss sie sich Cassie Kinoshis zehnköpfigem SEED Ensemble an; sie war an dessen Album Driftglass beteiligt, das für den Mercury Prize nominiert wurde. Sie ist auch auf Moses Boyds Dark Matter und Emma-Jean Thackrays Yellow zu hören. Außerdem trat sie mit dem Nu Civilisation Orchestra und Jools Hollands Rhythm and Blues Orchestra auf.
Carmichael leitet ihr Quartett (für das sie am Klavier komponiert) und ein Projekt, das sich der Aufführung von John Coltranes klassischem Album Giant Steps widmet. Shabaka Hutchings erlebte Carmichael bei einem Auftritt mit der südafrikanischen Band The Brother Moves On und nahm sie anschließend für sein Label Native Rebel Recordings unter Vertrag; er produzierte ihr Debütalbum The River Doesn’t Like Strangers, das im Herbst 2021 erschien. 2022 trat sie mit ihrem Quartett bei der Jazzwoche Burghausen mit sehr guten Kritiken auf. Im selben Jahr legte sie die EP All We Know vor.